# Parabrandtite
La parabrandtite è un minerale appartenente al gruppo della fairfieldite.